# W i Z bozoni
W i Z bozoni su elementarne čestice prijenosnici slabe nuklearne sile, odgovorne za raspade protona u neutrone i obrnuto. Za razliku od ostalih baždarnih bozona, mase mirovanja su im različite od nule, a iznose 80,4 i 91,2 GeV/c2, što je gotovo 100 puta više od mase protona, zbog čega im je djelovanje ograničeno na atomsku jezgru.

## Bozon
Bozon (po S. N. Boseu) je subatomska čestica cjelobrojnoga spina koja se podvrgava Bose-Einsteinovoj statistici. Skupini bozona pripadaju fotoni, gluoni, W-bozoni, Z-bozoni, Higgsovi bozoni, gravitoni, mezoni i složenije čestice koje sadrže parni broj fermiona, na primjer atomske jezgre deuterija (²H) jer imaju spin 1 i atomske jezgre helija (4He) jer imaju spin 0. Elementarni bozoni su prenositelji temeljnih međudjelovanja (fundamentalnih interakcija).
Prema standardnom modelu, s obzirom na vrijednost spina, sve elementarne čestice dijele se u dvije velike grupe: fermione i bozone. U fermione spadaju elementarne čestice koje izgrađuju svu poznatu materiju (tvar) u svemiru, dok u bozone spadaju elementarne čestice koje se nazivaju baždarni bozoni. To su bozoni koji nemaju unutarnju strukturu, u potpunosti su elementarni i definiraju se kao čestice prijenosnici 3 temeljne sile prirode (jaka nuklearna sila, slaba nuklearna sila i elektromagnetska sila), ne računajući gravitaciju. 
| Bozon         | Oznaka | Antičestica | Električni naboj Q/e | Spin | Masa (MeV/c2) |
| ------------- | ------ | ----------- | -------------------- | ---- | ------------- |
| foton         | γ      | sam sebi    | 0                    | 1    | 0             |
| W-bozon       | W-     | W+          | -1                   | 1    | 80,38         |
| Z-bozon       | Z      | sam sebi    | 0                    | 1    | 91,19         |
| gluon         | g      | sam sebi    | 0                    | 1    | 0             |
| Higgsov bozon | H0     | sam sebi    | 0                    | 0    | 125,09        |
| graviton      | G      | sam sebi    | 0                    | 2    | 0             |

### W-bozon
W-bozon (oznaka W±) je subatomska čestica koja kao prijenosnik temeljne slabe nuklearne sile postoji u dva električki nabijena stanja, u negativnom stanju je čestica, a u pozitivnom stanju je antičestica. Sa Z-bozonom, gluonom i fotonom čini skupinu baždarnih bozona elektroslaboga i jakoga međudjelovanja (jaka nuklearna sila). W-bozoni otkriveni su 1983. u CERN-u u Ženevi, u skladu s predviđanjima modela S. L. Glashowa, S. Weinberga i A. Salama (Nobelova nagrada za fiziku 1979.). Njihova razmjerno velika masa, mW = 80,385 ± 0,015 GeV/c², objašnjava kratkodosežnost i izrazito malu jakost slabe sile pri uobičajenim niskoenergijskim procesima subatomskih čestica.

### Z-bozon
Z-bozon (oznaka Z0) je subatomska čestica koja je prijenosnik temeljne slabe sile, električki je neutralna i sama sebi antičestica. S W-bozonom, gluonom i fotonom čini baždarne bozone elektroslaboga i jakoga međudjelovanja. Z-bozoni otkriveni su 1983. u CERN-u u Ženevi, u skladu s predviđanjima modela S. L. Glashowa, S. Weinberga i A. Salama (Nobelova nagrada za fiziku 1979.). Njihova razmjerno velika masa, mZ = 91,1875 ± 0,0021 GeV/c², objašnjava kratkodosežnost i izrazito malu jakost slabe sile pri uobičajenim niskoenergijskim procesima subatomskih čestica.

## Nositelji slabe nuklearne sile – W i Z bozoni
Slaba nuklearna sila odgovorna je za raspade masivnih kvarkova i leptona u lakše kvarkove i leptone. Kada se elementarne čestice raspadaju, opažamo nestanak jedne čestice i nastanak dvije ili više različitih čestica. Nastale čestice pri tome imaju manju masu od originalne čestice. Budući da masa i energija moraju biti očuvane, višak energije originalne čestice pretvorio se u kinetičku energiju nastalih čestica (defekt mase). 
Čestice nosioci slabe interakcije su W i Z bozoni, vrlo masivne čestice. W bozoni imaju električni naboj, dok je Z bozon čestica bez naboja. Nabijene W čestice su odgovorne za procese, kao što su beta-raspadi, u kojima čestica koja sudjeluje mijenja predznak. Na primjer, kada se neutron raspada na proton, on emitira W‾ česticu, tako da ukupan naboj ostane nula prije i poslije raspada. Pri tome se W‾ čestica odmah pretvara u elektron i antineutrino, čestice koje su opažene u laboratorijima kao produkti beta-raspada neutrona. Ovu jednostavnu reakciju, beta-raspada neutrona, možemo prikazati Feynmanovim dijagramom. U sličnim reakcijama koje ne uključuju promjene u naboju neće se izmjenjivati W bozoni, već Z bozoni.
Bilo bi korisno napomenuti da su prema standardnom modelu slaba i elektromagnetska sila ujedinjene u elektroslabo međudjelovanje. Fizičari su dugo vremena vjerovali da je slaba nuklearna sila tijesno povezana s elektromagnetskom. Otkrili su da je na vrlo malim udaljenostima slaba nuklearna sila po jakosti usporediva s elektromagnetskom, dok je na većim udaljenostima deset tisuća puta manja od elektromagnetske. Došli su do zaključka da su slaba nuklearna i elektromagnetska sila zapravo različite manifestacije jedne sile, elektroslabe sile.